# Žihárec
Žihárec (bis 1948 slowakisch „Žigard“; ungarisch Zsigárd) ist eine Gemeinde im Okres Šaľa in der Slowakei.

## Lage
Der Ort liegt südlich der Stadt Šaľa im Nitriansky kraj an der Bahnstrecke Šaľa–Neded, die Nachbarorte sind Tešedíkovo, Diakovce, Neded, Vlčany, Kráľov Brod und Selice. Die Landschaft ist eher ländlich geprägt und sehr flach und ist ein Teil des slowakischen Donautieflands.

## Geschichte
Der Ort wurde 1251 zum ersten Mal schriftlich als Sygart erwähnt. Während der Türkenkriege wurde der Ort im 16. Jahrhundert stark entvölkert.
1910 hatte der im damaligen Komitat Pressburg liegende Ort 2626 Einwohner, von denen 2624 ungarischstämmig waren. 1918 kam er zur neu entstandenen Tschechoslowakei. Nach dem Ersten Wiener Schiedsspruch wurde der Ort neuerdings von 1938 bis 1945 ein Teil von Ungarn.

## Bevölkerung
| Jahr                | 1994 | 2004    | 2014    | 2024     |
| ------------------- | ---- | ------- | ------- | -------- |
| Anzahl der Personen | 1621 | 1614    | 1634    | 1857     |
| Unterschied         |      | −0,43 % | +1,23 % | +13,64 % |

| Jahr                | 2023 | 2024    |
| ------------------- | ---- | ------- |
| Anzahl der Personen | 1842 | 1857    |
| Unterschied         |      | +0,81 % |

In der Vergangenheit war Žihárec ein fast rein ungarisches Dorf. Noch heute überwiegen die Ungarn mit etwa 75 %.
Neben Slowaken leben auch noch Roma im Dorf. Außer der slowakischen Sprache bedienen sich die Menschen in Žihárec mehrheitlich des Ungarischen.